# Haus Clermont (Vaals)

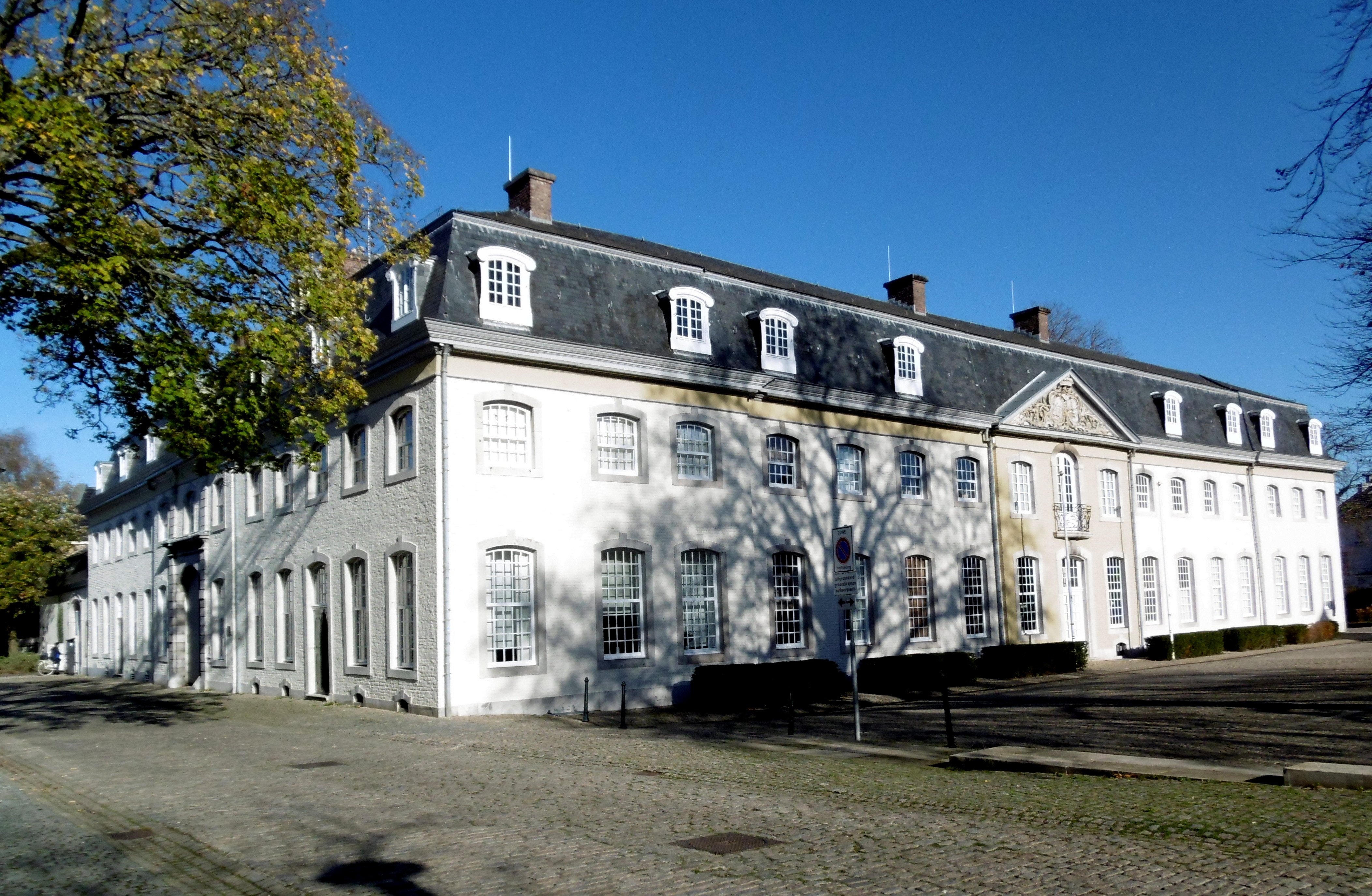
Haus Clermont; Blick auf Süd- und Westflügel

Das Haus Clermont (auch Rathaus Vaals genannt; niederländisch Huis Clermont, Gemeentehuis Vaals) am Von Clermontplein Nr. 15 in Vaals ist das ehemalige Stammhaus des Tuchfabrikanten Johann Arnold von Clermont und später des von Franz Ignaz Tyrell, die es als Fabrikgebäude, Kontor und städtischen Wohnsitz nutzten. Es wurde zwischen 1761 und 1765 nach Plänen des in Aachen ansässigen Mailänder Architekten Joseph Moretti als Vierflügelanlage im klassizistischen Stil erbaut und wird seit 1979 nach umfangreichen Restaurierungsmaßnahmen als Rathaus der Gemeinde Vaals genutzt.

## Geschichte
Angehörige der Familie Clermont waren ursprünglich in der Freien Reichsstadt Aachen und in Burtscheid als Nadel- und Tuchfabrikanten tätig. Das rigide Zunftrecht in Aachen mit seinen Einschränkungen bei der Niederlassungsfreiheit, der Technik, der Preisgestaltung und dem Personal, führte dazu, dass die Familie Clermont Niederlassungen in Vaals gründeten, wo sie ihr Gewerbe ohne diese Zunftauflagen betreiben konnte. Zugleich flüchtete sie als evangelische Familie vor der Vertreibung aus dem katholischen Aachen, die in Zeiten der ersten großen Aachener Religionsunruhen an der Tagesordnung war. Bereits der Ururgroßvater von Johann Arnold von Clermont gründete in Vaals eine erste lutherische Gemeinde und sein Urgroßvater erwarb die Kupfermühle De Kopermolen, an der Johann Arnolds Vater Esaias ein Gotteshaus anbauen ließ. Schließlich beschloss Johann Arnold selbst, sich in Vaals niederzulassen und erwarb im Jahr 1761 von Anton Ullrich Lamberts von Cortenbach zunächst den baufälligen Adelssitz Vaalsbroek mit der angeschlossener Vaalsbroeker Mühle. Dort ließ er die Reste des Hauptgebäudes aus dem 15. Jahrhundert von Joseph Moretti schrittweise zu seinem Landsitz, dem heutigen Schloss Vaalsbroek, mit Wohnhaus, Bürotrakt und einer Fabrikationsanlage zum Scheren, Färben und Pressen der Tuche umbauen.

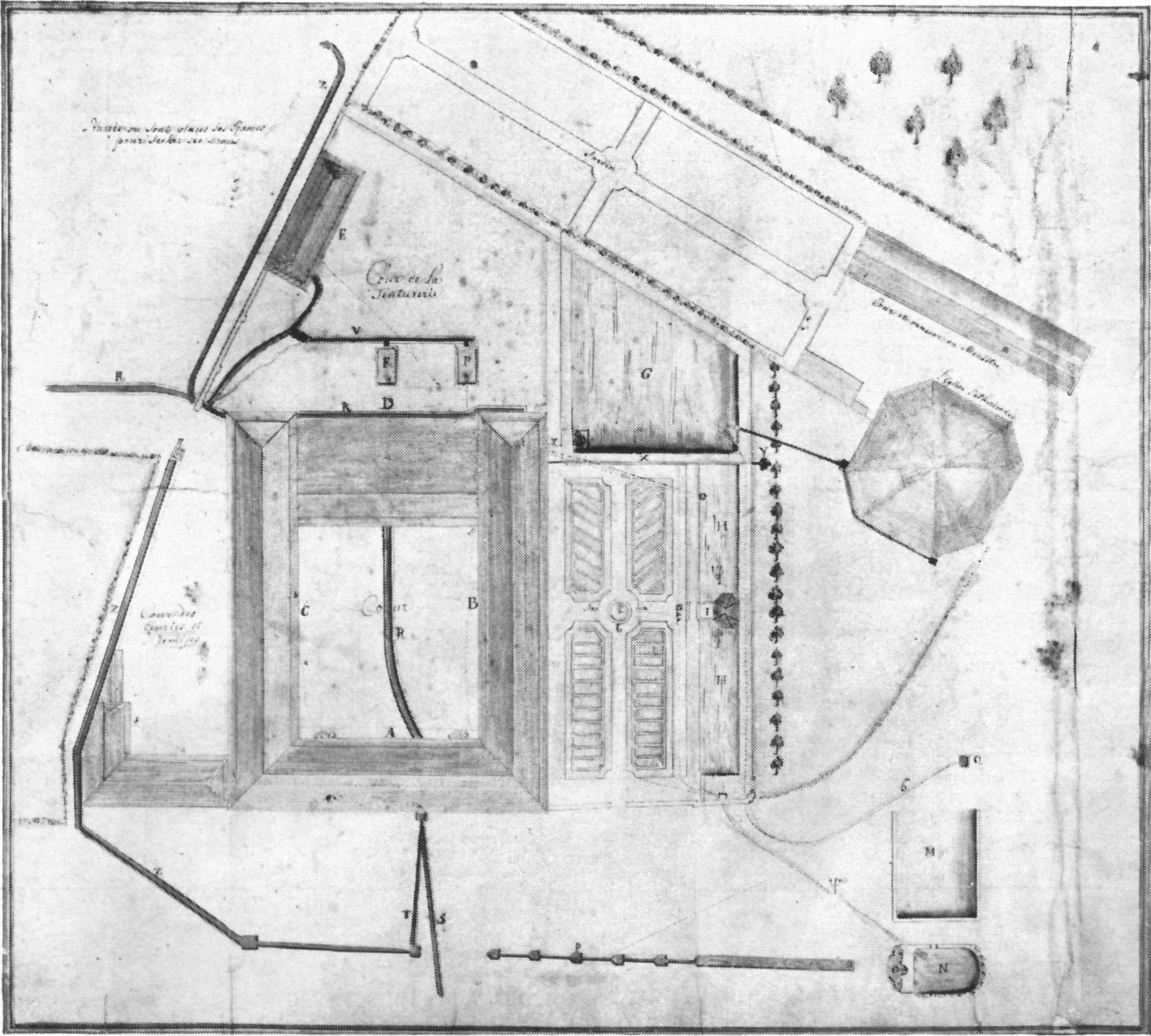
Lageplan des Hauses, Zeichnung von Joseph Moretti

Zugleich beauftragte er Moretti, zusätzlich im Ort Vaals in unmittelbarer Nachbarschaft zur Kupfermühle und zur lutherischen Kirche de Kopermolen, ein zentrales Fabrikgebäude mit Verwaltungsräumen und repräsentativem städtischem Wohnsitz zu errichten. Ausschlaggebend für die Standortwahl war die nahe Quelle des Baches Gau, der mit seiner konstanten Wassertemperatur von 10 Grad ideal war für das Spülen und Färben der Stoffe und der bereits seit Jahrhunderten als Trinkwasserquelle diente. Außerdem verlief zu damaliger Zeit die Durchgangsstraße von Aachen über Vaals nach Maastricht an diesem Grundstück vorbei, da die heutige und 200 Meter entfernte Verbindung „Maastrichter Laan“ erst 1825 gebaut wurde. Das 1765 fertiggestellte Haus Clermont wurde zum Stammsitz des Unternehmens, das drei der Söhne Johann Arnolds nach dem Tod des Vaters im Jahr 1795 und mit unterschiedlichen Aufgabengebieten übernahmen. Das gesamte Areal einschließlich der Kupfermühle mit der lutherischen Kirche und den Wiesenflächen zum Trocknen der Tuche war zu damaliger Zeit mit einer Grundstücksmauer umgeben und die innen liegenden Freiflächen zwischen den Gebäuden waren parkähnlich gestaltet und mit Fischteichen versehen.
Als Spätfolge der Kontribution ließen die Aufträge nach und ab dem Jahr 1825 erlosch das Familienunternehmen. Die Söhne verkauften 1829 das Vaalser Stammhaus an Franz Ignaz Tyrell, der die Anlage weiterhin als Tuchfabrik und Wohnsitz nutzte. Nachdem 1924 das letzte Mitglied der Familie Tyrell verstarb, erwarben drei verschiedene Käufer jeweils einen Gebäudeflügel, wobei der Ostflügel 1926 abgerissen wurde. Dabei wurden ein Großteil der Innenausstattung sowie Tapeten und Möbel, teilweise an das Couven-Museum der Stadt Aachen, verkauft. Noch bis 1964 diente die gesamte Anlage als Wohn- und Bürohaus, danach erwarb sie die Gemeinde Vaals und ließ den Komplex zwischen 1975 und 1979 durch den Architekten Jos Hendriks aus Maastricht und die Architektengruppe Peter Sigmond aus Heerlen nach historischen Plänen umfangreich restaurieren. 1979 konnte die Gemeindeverwaltung von Vaals einziehen und ihren Dienst aufnehmen.

## Baubeschreibung
Das Haus Clermont wurde von Moretti als vierflügelige Hofanlage mit einem rechteckigen Innenhof konzipiert, der durch den Westflügel zugängig war. Die Flügel, die sich den unterschiedlichen Erfordernissen des Unternehmens zuordnen lassen, sind zweigeschossig und besitzen ein schiefergedecktes Mansarddach mit mehreren kleinen Dachgauben. Ihre Wände sind in Ziegelsteinbauweise errichtet und waren durchweg mit einem gefälligen gelb getüncht, was typisch war für die meisten Bauten Clermonts. Die Fassaden sind schlicht gehalten und nur unterbrochen von Stichbogenfenster mit Blausteinumrahmung.
Der 13-achsige Westflügel ist der zur Straße liegende Kantorflügel mit dem Haupteingang und wird durch die kutschentaugliche rundbogige Tordurchfahrt geprägt, die mit bis zum Giebel ziehenden Lisenen hervorgehoben ist. Sowohl zur Straßenseite als auch zur Hofseite sind über der Tordurchfahrt in Höhe des Mansarddachs geschwungene und verzierte Tympana aufgesetzt, in die die Leitsprüche Clermonts eingraviert wurden und die innen wie außen mit Uhren versehen sind. Die Inschriften in den Tympana lauten auf der Straßenseite: „spero invidiam“ („ich hoffe, beneidet zu werden“) und auf der Hofseite: „nil volentibus arduum“ („wo ein Wille ist, ist auch ein Weg“). Zudem wurde auf den First des Daches mittig einer gedachten Linie über der Tordurchfahrt ein Dachreiter mit Glocke aufgesetzt. Uhren und Glocke waren ein typisches Merkmal der beginnenden Industrialisierung, womit allen Arbeitern die Uhrzeit für Arbeitsbeginn und Arbeitsende optisch wie akustisch einheitlich angezeigt wurde.
Der fünfzehnachsige Südflügel beherbergte die Wohn- und Repräsentationsräume und ist auf der Außenseite mit einem dreiachsigen, übergiebelten und reich verzierten Mittelrisalit betont, in dem die Familienwappen des Ehepaares Johann Arnold von Clermont (Burg)  und Maria Elisabeth Emminghaus (französische Lilie) eingemeißelt sind. In der Mittelachse des Risalits befindet sich Parterre der seitliche Haupteingang und darüber im Obergeschoss ein Balkon mit einer Fenstertür im Rokokostil und einem schmiedeeisernen Balkongitter.
Der Nordflügel beherbergte die Werkstatträume, wo die Tücher geraut und geschoren wurden, und er war direkt verbunden mit dem bis 1926 vorhandenen sowie einfacher und niedriger gehaltenen Ostflügel, in dem sich die Färberei befand. Historische Pläne, auf denen runde Bottiche sowie zwei Becken im Fußboden und zwei große Wasserbassins im Untergeschoss des Nordflügels zu erkennen sind, lassen darauf schließen, dass auch im Nordflügel gefärbt wurde. Die Bassins sind mit Tonnengewölben überwölbt und die Wände mit wasserdichten Natursteinen ausgemauert. Darüber hinaus belegen weitere Pläne, dass sich in den großräumigen Kellergeschossen unter allen Flügeln Kanäle befanden, die mit dem quer durch den Innenhof fließenden Hauptkanal verbunden waren und mit dem Wasser der Gau gespeist wurden.
Nach der Übernahme 1975 durch die Gemeinde Vaals, wurde im Rahmen der umfangreichen Restaurierungsmaßnahmen darauf verzichtet, den Ostflügel wieder aufzubauen und stattdessen die ehemalige Position im Pflaster abgebildet. Der gesamte Dachbereich wurde komplett ausgetauscht und die einzelnen Dachgauben ebenso wie der Dachreiter, die zwischenzeitlich demontiert worden waren, wieder neu erstellt. Die Außenwände erhielten einen einheitlichen weißen Anstrich und der ehemalige Gelbton wurde lediglich an den Wänden des Mittelrisalits am Südflügel beibehalten. Ferner wurden die nachträglich eingebauten und abgehängten Decken, Treppenhäuser und Nassräume wieder zurückgebaut und die dabei zutage tretenden Stuckdecken rekonstruiert sowie die verschiedenen Wasserbecken durch Fliesen markiert. Ebenso wurde im „braunen Zimmer“ eine Ziegelsteinmauer eingerissen, hinter der sich ein schmiedeeiserner Kamin und blaue Fliesen mit Blumenmuster aus dem 18. Jahrhundert befanden. Bis auf wenige Kompromisse bei der Rekonstruktion der Räume, die nötig waren, um beispielsweise den Ratssaal, die Konferenzräume und die öffentliche Tribüne einzubauen, wurden weitestgehend alle Räume im alten Louis-seize-Stil wiederhergestellt.
Im Rahmen einer Neugestaltung und Modernisierung des von Clermontplein und des benachbarten Julianaplein in den Jahren 2015/2016 durch die Kölner Landschaftsarchitekten Club L 94 wurden die Fassaden des Hauses Clermont erneut getüncht, der Innenhof mit der Nachbildung eines großen Färberbeckens und die Plätze mit einem kleinen Garten, einer Tuchterrasse und einem Wasserspeier neu ausgestattet.

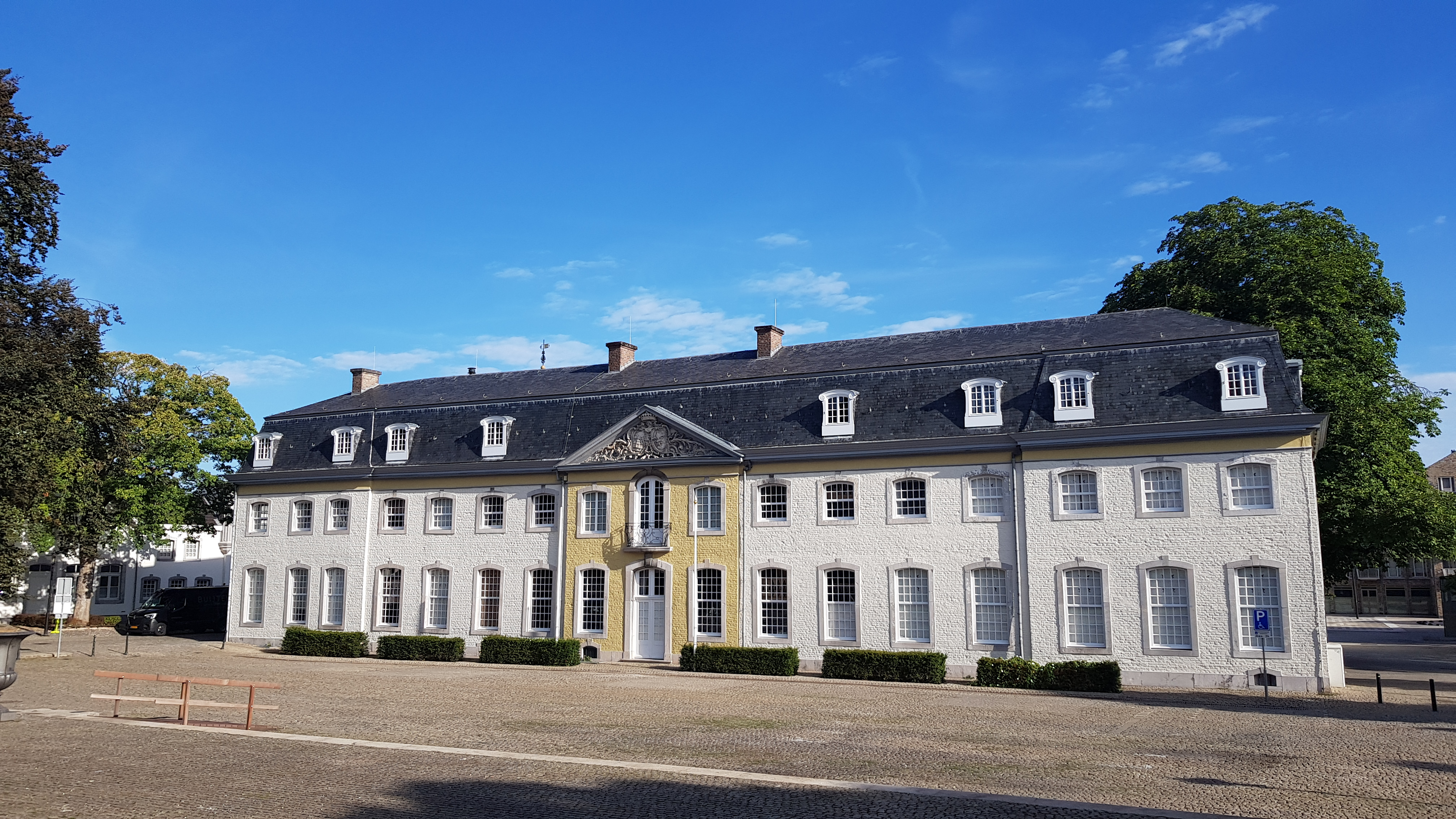
Südflügel
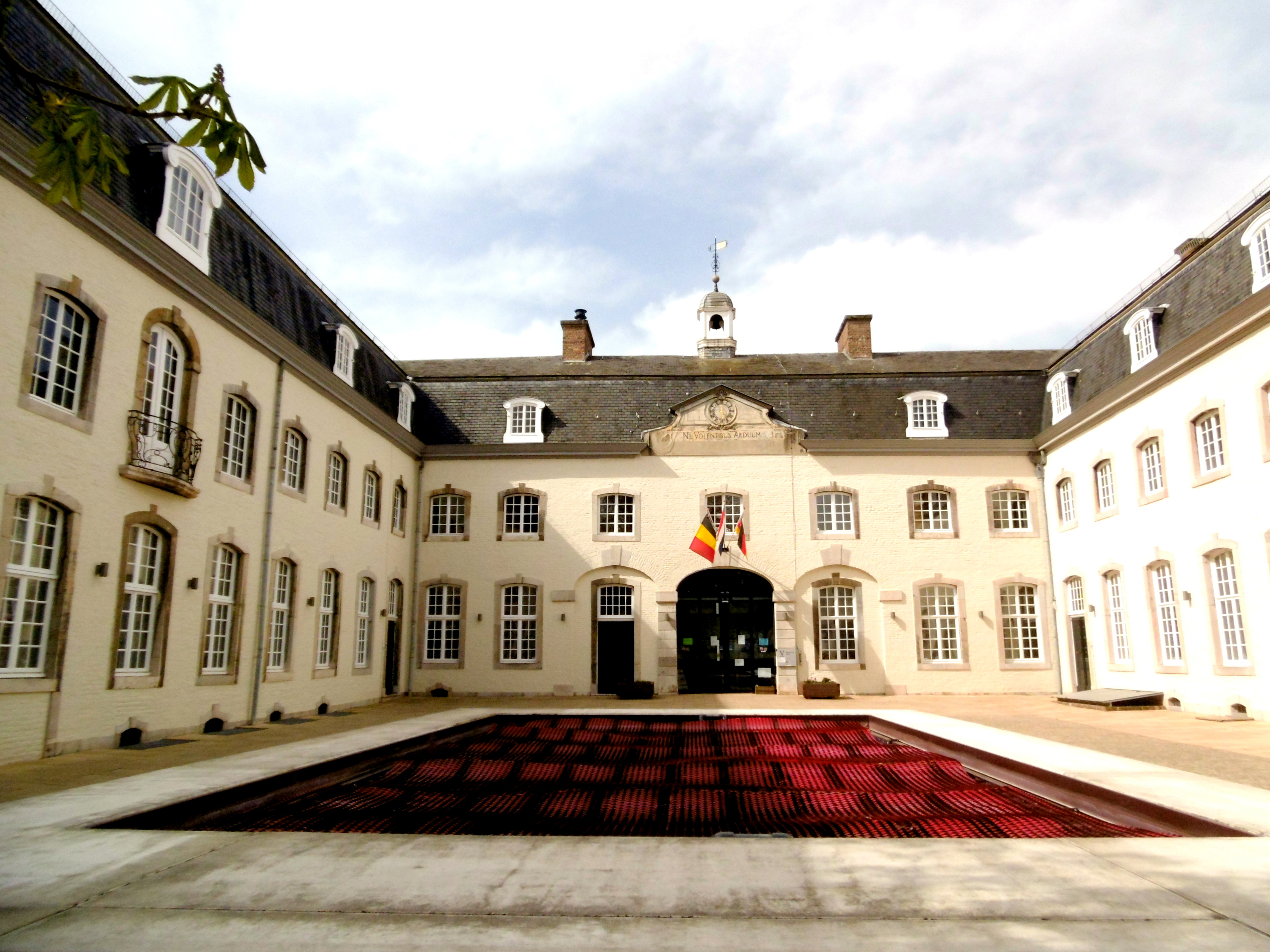
Blick in den Innenhof auf den Westflügel
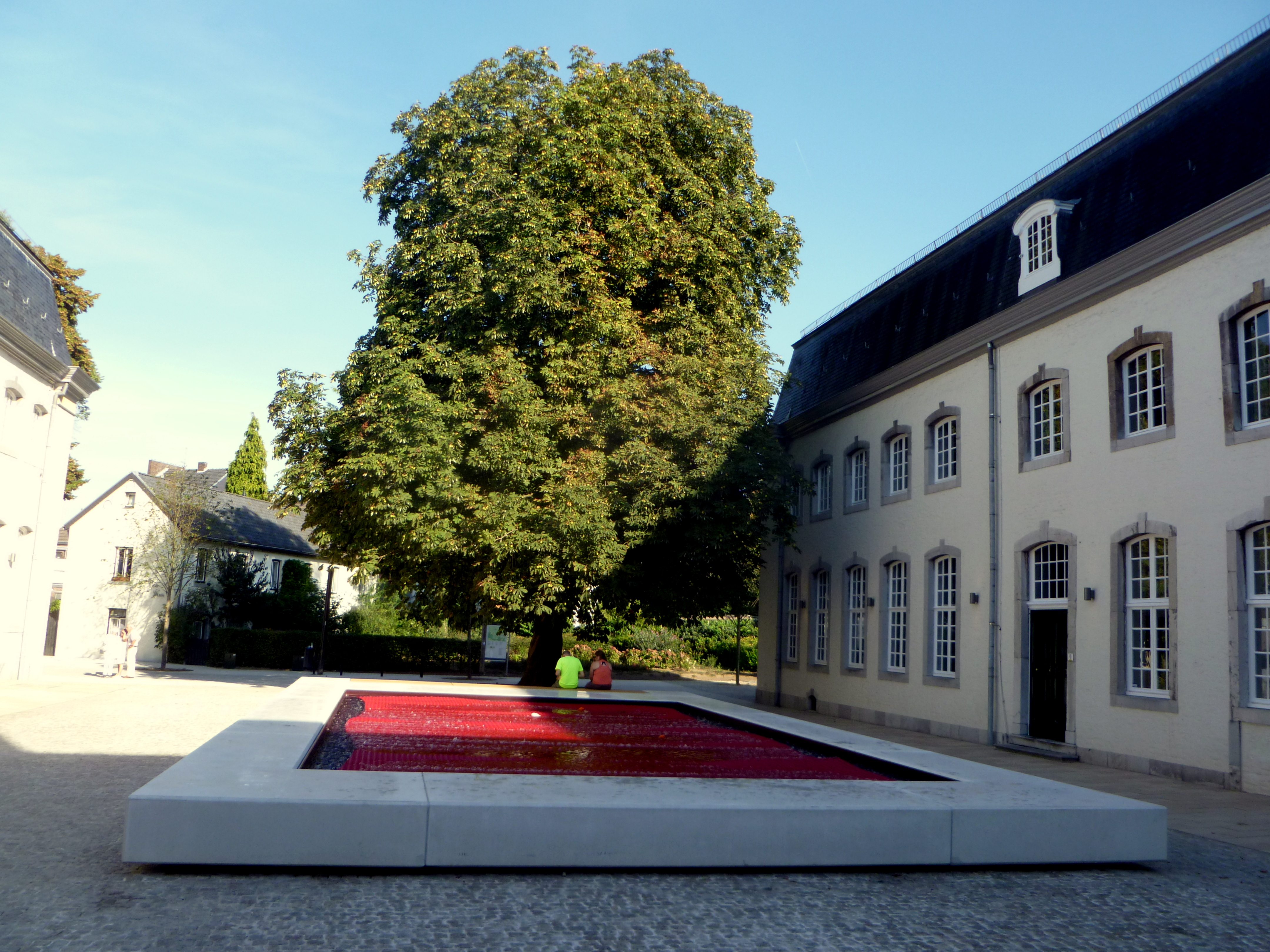
Nachbildung des Färberbeckens im Innenhof
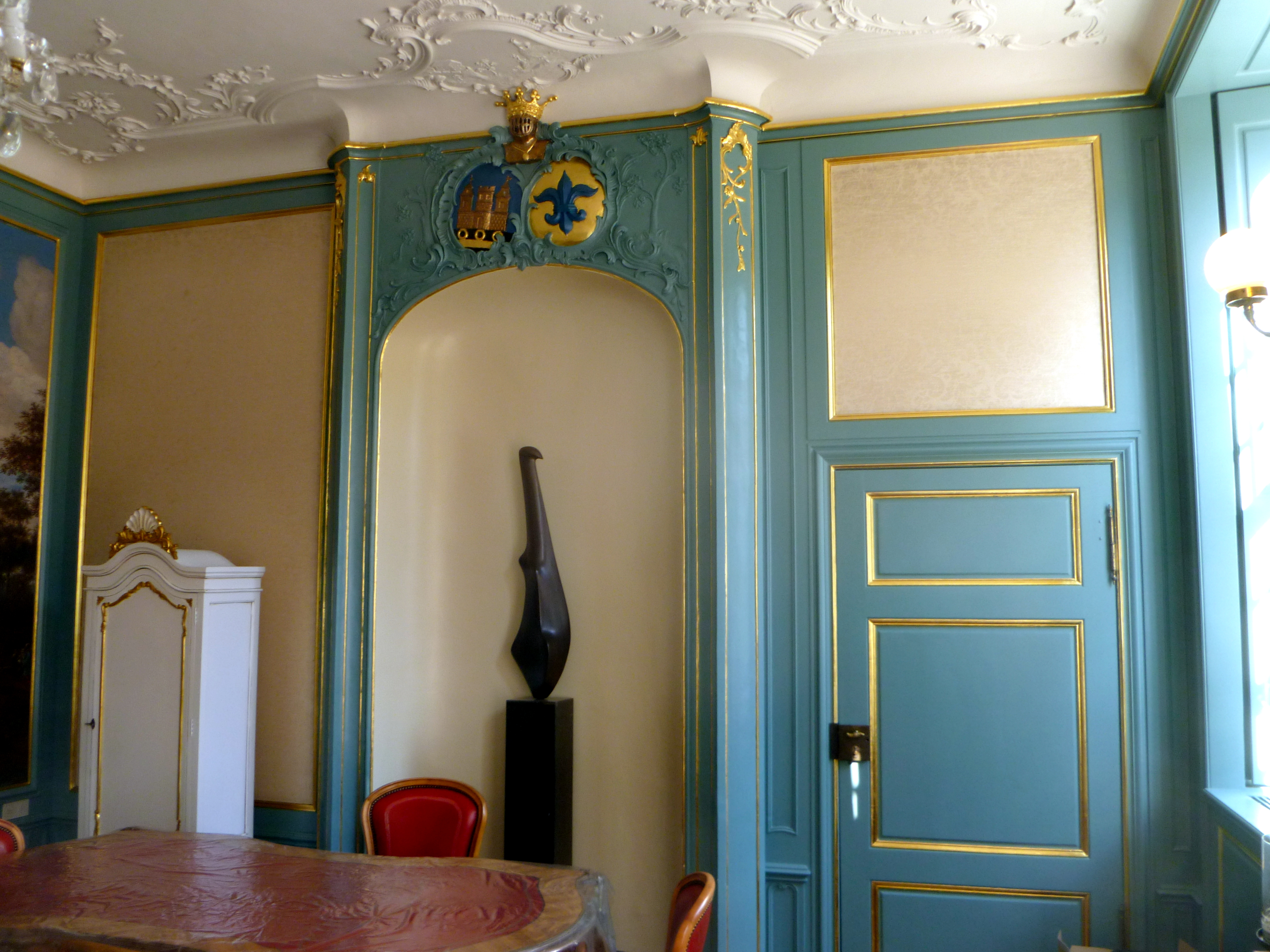
Hochzeitszimmer im Südflügel
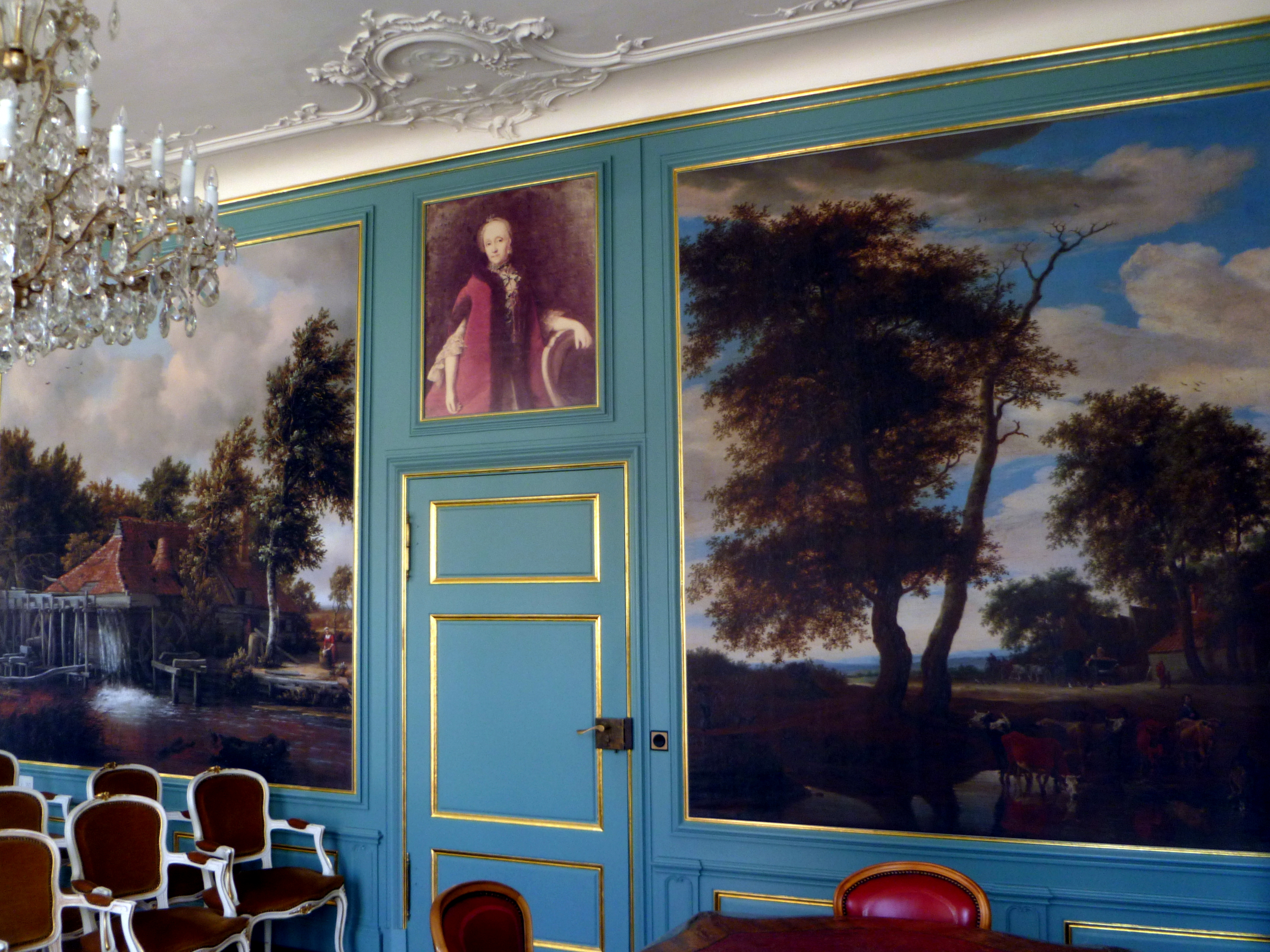
Hochzeitszimmer im Südflügel